# Sympycnus frontalis
Sympycnus frontalis är en tvåvingeart som beskrevs av Friedrich Hermann Loew 1861. Sympycnus frontalis ingår i släktet Sympycnus och familjen styltflugor. Inga underarter finns listade i Catalogue of Life.